# Yasuo Ikenaka
Yasuo Ikenaka (池中 康雄,  Ikenaka Yasuo; Nakatsu, 25 mei 1914 - 14 maart 1992) was een Japanse langeafstandsloper, die gespecialiseerd was in de marathon. 

## Loopbaan
Op 3 april 1935 verbeterde Ikenaka het wereldrecord op de marathon tot 2:26.44. Hij was ruim een minuut sneller dan het record dat drie dagen ervoor door zijn landgenoot Fusashige Suzuki was gelopen.

## Palmares

### marathon
- 1932:  marathon van Tokio - 2:42.06
- 1933:  marathon van Tokio - 2:42.26
- 1933:  marathon van Tokio - 2:33.44
- 1934:  marathon van Tokio - 2:34.30
- 1935:  marathon van Tokio - 2:39.28
- 1935:  marathon van Tokio - 2:26.44 (WR)
- 1935:  marathon van Tokio - 2:43.00
- 1936:  marathon van Tokio - 2:33.56